# Сільвестр (Малеванський)
Єпископ Сильвестр (в миру Стефан Васильович Малеванський; 10 (22) січня 1828, Андрушівка, Житомирський повіт, Волинська губернія — 12 (25) листопада 1908 рік, Київ) — єпископ Російської православної церкви, єпископ Канівський, вікарій Київської митрополії. Богослов, духовний письменник.

## Біографія
Народився 8, 9 або 10 січня 1828 року в родині священника села Андрушівка Житомирського повіту Волинської губернії.
У 1847 році закінчив Волинську духовну семінарію зі званням студента. 7 грудня 1848 року був висвячений на священника до Хрестовоздвиженської церкви села Червоного, Житомирського повіту. У 1853 році овдовів і вступив до Київської духовної академії, яку закінчив у 1857 році. 24 грудня 1858 року затверджений у ступені магістра богослов'я і бакалавра Київської духовної академії.
15 квітня 1873 возведений у сан архімандрита, а 22 серпня призначений інспектором і професором тієї ж академії. 10 квітня удостоєний ступеня доктора богослов'я.
З 7 листопада 1882 року — заслужений ординарний професор Київської духовної академії.
З 11 квітня 1883 року — ректор тієї ж академії і настоятель Києво-Братського монастиря. 20 січня 1885 року висвячений на єпископа Канівського, вікарія Київської митрополії.
Ректор Київської духовної академії в 1883–1898 роки. 5 березня 1898 року звільнився з посади ректора Київської духовної академії, залишаючись першим вікарієм Київської митрополії і зберігши за собою управління Києво-Пустельним Нікольським монастирем.
З 7 червня по 13 серпня 1900 року тимчасово керував Київською єпархією.
З 14 квітня 1906 року звільнений на спокій. Проживав у наданих йому митрополичих келіях Києво-Софійського кафедрального собору, де і помер в ніч на 12 листопада 1908 року. Чи не задовго до смерті осліп остаточно. Похований на кладовищі Києво-Братського монастиря.